# 渠沟镇 (淮北市)
渠沟镇，是中华人民共和国安徽省淮北市相山区下辖的一个乡镇级行政单位。

## 行政区划
渠沟镇下辖以下地区：
桥头村、土楼村、油坊村、大梁楼村、徐集村、张楼村、刘楼村、鲁楼村、郭王村、张集村、钟楼村、小集村和河北村。